# Taxi Stockholm
Taxi Stockholm (Taxi trafikförening u.p.a.) är en ekonomisk förening i Stockholm. Ursprunget till den bildades 1899 som Stockholms Droskägareförening. Taxi Stockholm har cirka 870 åkare (taxiägare) som medlemmar. Under varumärkena Taxi Stockholm 15 00 00 AB, Värmdö Taxi och Ekerö Taxi samverkar medlemsåkerierna genom beställningscentralerna. Taxi Stockholm är en del av Svea Taxi Allians, ett partnerskap av lokala taxibolag i hela Sverige.
Taxi Stockholm har två växlar, en på Ingmarsö i Stockholms skärgård och en i Stockholm.
Taxi Stockholm har flera år i rad utnämnts till  Sveriges mest hållbara taxibolag i Sustainable Brands undersökning.
Företaget har tuffa miljömål och ett hållbarhetsarbete som fokuserar på miljömässig, social, etisk och ekonomisk hållbarhet. Sedan 2013 rapporterar Taxi Stockholm sitt hållbarhetsarbete årligen enligt standarden GRI, Global Reporting Initiative.

## Historia

### Bildandet av föreningen 1899

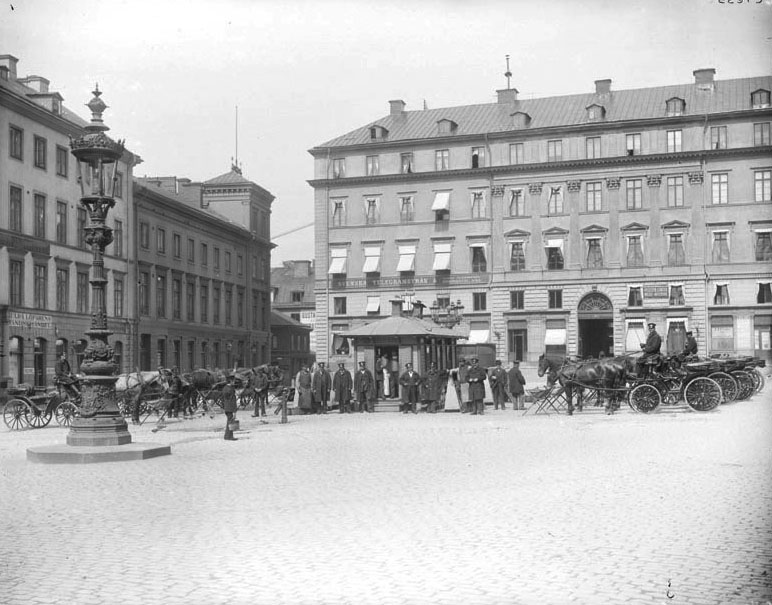
Droskstationen på Brunkebergstorg, 1896

1 juni 1899 kl. 19.00 träffades Stockholms droskägare i en lokal på Malmskillnadsgatan 52 för att diskutera bildandet av en förening. Droskkuskarna hade i maj samma år bildat en fackförening och nu behövdes en fast motpart vid avtalsförhandlingarna. För att kunna konkurrera med bland annat hästspårvagnarna behövdes sammanhållning i branschen och tiden var kommen för en gemensam telefoncentral dit kunderna kunde ringa istället för att ringa runt till de olika åkarna för att höra om någon var tillgänglig. Vid ett möte den 14 juli 1899 började man komma överens om stadgarna och man diskuterade även om man skulle tillåta den nya uppfinningen automobilen som droska.
Den 6 december 1899 bildades Stockholms Droskägareförening av droskägarna i Stockholm. Vid bildandet hade föreningen 129 registrerade droskägare som tillsammans hade 175 droskor och 1390 hästar. Föreningens första ordförande blev åldermannen i Norra Åkarelaget J. Th. Malmström. Man satte efter något år upp ett antal stolpar med direkttelefoner där droskorna kunde stå och vänta på körning. 21 maj 1901 infördes namnanropet ”Droskstation” hos både riks- och allmänna telefon för kunder som ringde och beställde droskresor. Själva ”Droskstationen” var till en början inrymd i en lokal tre trappor upp i huset på Skeppsbron 2 men 1916 flyttade man till telefonstationen på Jakobsbergsgatan 16.

### Taxametern
De flesta av droskorna hade en taxameter för att beräkna priset som kunderna skulle betala. Redan 1897 hade på privat initiativ 15 tyska taxametrar importerats och provats. Polismästare Rubenson blev då så förtjust i dem så att han krävde att alla droskor skulle förses med taxametrar. Droskägarna var inte lika förtjusta och gjorde i början motstånd. Först 1899 hade alla denna nya uppfinning på sina droskor och 1 april 1899 kom dessutom en svensk, mer pålitlig taxameter från Halda, ut på marknaden.

### Bilen kommer
I slutet av augusti 1899 kom första automobilen i trafik som droska. Det var en Daimler Phoenix-Wagen som hade importerats från Tyskland i början av augusti 1899 av kronprins Gustaf, senare kung Gustaf V, för att användas vid resor mellan Stockholm och slottet Tullgarn, där han ofta vistades sommartid. Bilen hade för klen motor för backarna på vägen till Tullgarn så han sålde den till AB Taxameter, en av droskägarna. Dagen efter kunde man läsa i tidningarna att stockholmarna stod i kö för att få åka med nymodigheten, droska nr 304, som stationerades på Gustav Adolfs Torg. Bilen hade heller ingen framgång som droska. Den hade svårt att ta sig upp för de många backiga gatorna i staden och den gick sönder titt som tätt. 
Under 1904 började allt fler av droskägarna köpa bilar till sin verksamhet. De var av märkena Cadillac, Oldsmobile och Michigan. Oldsmobile och Michigan styrdes med en spak medan Cadillacen var så modern att den hade ratt. Motorerna var encylindriga, liggande och långslagiga. Gas och tändning reglerades med spakar utanför vagnen vid förarsätet. De första droskbilarna i Stockholm ägdes av L. Andrée och John Lilja. Firman Bertheau, Engwall och Wagner, som bildats för att importera Cadillac, lyckades inte sälja en enda bil. Istället köpte de droskföretaget AB Taxameter och flyttade över två av företagets drosknummer på bilar. Några år senare var de flesta droskbilar av märkena Fiat och Minerva.
1911 gick föreningen till Överståthållarämbetet med en skrivelse där man begärde en höjning av stadens hastighetsbegränsningar från 15 km/h till 25 km/h. Det blev avslag.

### Första världskriget 1914-1918 och konkurrens

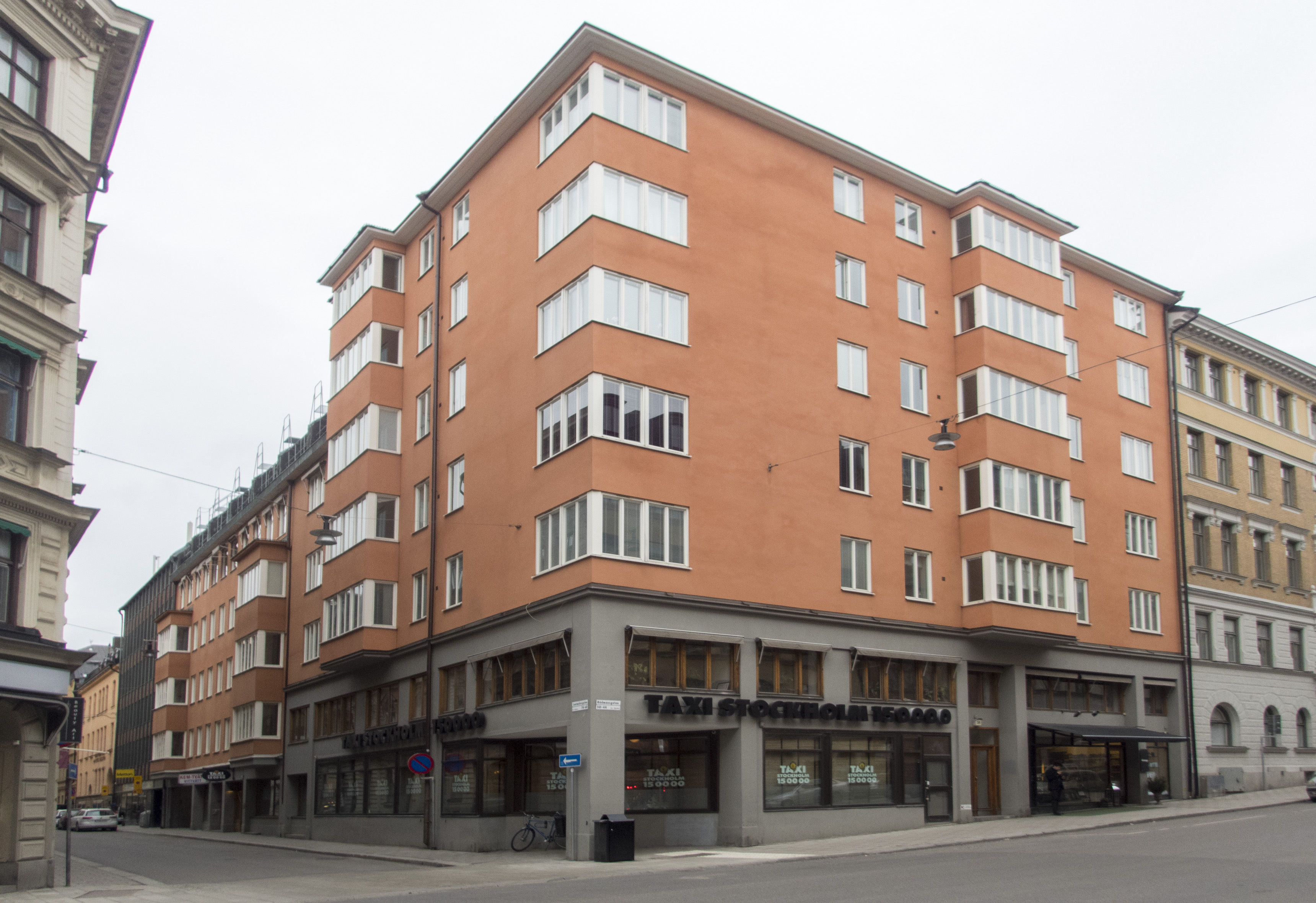
Rådmansgatan 48

Under första världskriget blev det nästan helt stopp för biltrafiken på grund av bensinbrist och många av droskägarna återinförde då hästdroskorna. Efter krigsslutet 1918 blev biltrafiken åter livlig på Stockholms gator.
1923 bildas Trafikaktiebolaget ”AB” för att driva en gemensam telefonväxel för så kallade ”Billiga bilar”. Det gjorde att den gamla droskägareföreningen nu fick konkurrens. De båda växlarna slogs samman 1935 efter några jobbiga år med sänkta priser och förarstrejker.
I 1930-talets början köper föreningen på kort tid tre hus på Rådmansgatan 48 och 50 samt Luntmarkargatan 64 och bildar samtidigt ett fastighetsbolag. 18 juni 1937 byttes det gamla namnanropet ”Droskstation” ut mot det mer moderna ”Taxi”. Detta sker i samband med att man installerar växeln i det egna huset på Rådmansgatan 48.

### Andra världskriget 1939-1945
I september 1939 kom ett nytt världskrig och det blev åter brist på bensin. Nu hade vetenskapen gått framåt och de droskägare som ville ha sina bilar i trafik installerade gengasaggregat för bilens framdrift. Efter krigsslutet upphävdes gengastvånget 25 november 1945. En droskägare blev till och med så lättad att han körde ut till Värtan och vräkte hela aggregatet i sjön. Ett annat problem som uppstått under kriget var bristen på gummi. Privatbilar hade pallats upp och de gummidäck som fanns användes i nyttotrafik. Droskägarna fick begära licens för varje däck de behövde köpa. Däcken blev också sämre och sämre så det var en stor lättnad när kriget tog slut och man kunde köpa nya däck.

### Namnbyte och utvidgning

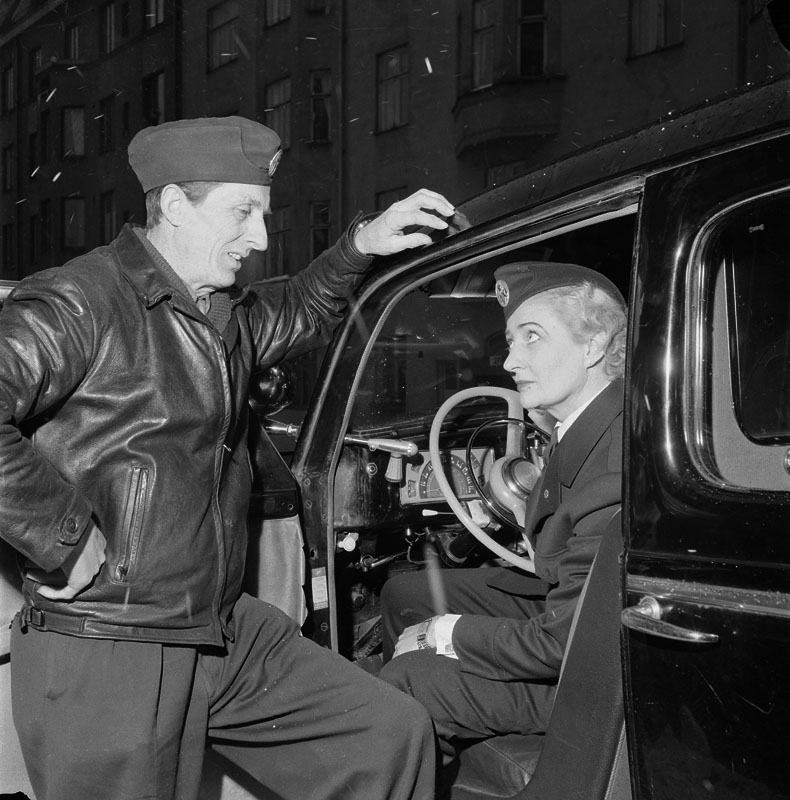
Den första kvinnliga taxichauffören i stockholmstrafiken, Maud Hansson-Fagerberg, som började köra 1956

1947 ändrade Stockholms Droskägareförening namn till Taxi Trafikförening upa. 1950 gick Enskede-Brännkyrka Droskägareförening och Bromma Droskägareförening in i den större Taxi Trafikförening. När Spånga blev en del av Stockholms kommun anslöt sig den 1 januari 1958 även Spånga Droskägareförening. 22 februari 1956 kom föreningens första kvinnliga förare, Maud Hansson-Fagerberg. Hon följdes av Gunvor Frölander, Gunborg Carlsson-Cederhage, Sonja Hawerfors och Britta Öster senare samma månad. Anna-Greta Svensson blev klar den 10 mars och hon blev också den första kvinnliga droskägaren i Stockholm (med undantag från de änkor som ärvt rörelser men som aldrig körde själva).

### Kommunikationsradion

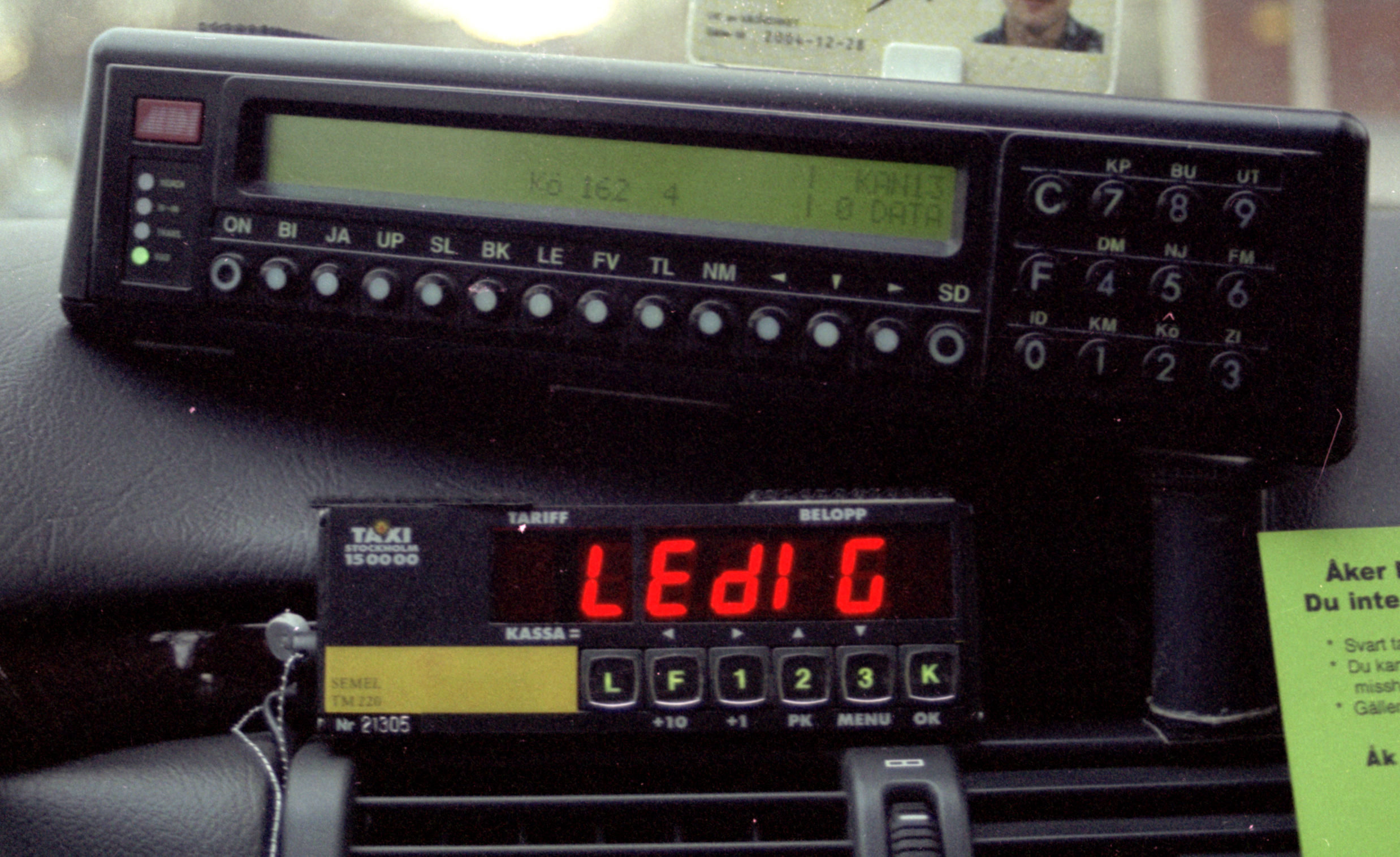
MDI-terminalen som Taxi Stockholm använde mellan 1989 och 2001.

November 1956 började installationen av radioutrustningar i bilarna och Söderortsväxeln var den växel som först kunde kommunicera med förarna. 1 juni 1957 fanns radio i 90 av bilarna och i juli samma år fick även innestadsväxeln radioutrustning. I februari 1985 flyttades förortsväxlarna in till innestadsväxeln på Rådmansgatan så nu kunde alla växlarna kommunicera med förarna via radio. 1 december 1958 fanns 496 radioutrustade bilar och 2197 radioutbildade förare.
1983 lanserades ett nytt trafikledningssystem, kallat Taxi-80, som innebar att bilarna bokades via datorer. Den nya datoriserade växeln hade importerats av Televerket från Australien. Taxi-80 byttes 1989 ut mot trafikledningssystemet TaxiPak och i bilarna installerades då MDI-terminaler från Motorola. 1999 installerades GPS i samtliga bilar och 2001 byttes MDI-terminalen ut mot Digital Dispatch (DDS) terminal MC 1700.

### Avregleringen
1 juli 1990 avreglerades taximarknaden i Sverige och det innebar att taxiåkare inte längre behövde vara medlem i kommunens enda förening utan kunde köra på egen hand eller starta konkurrerade bolag. 
1996 bildade Taxi Trafikförening ett aktiebolag med namnet Taxi Stockholm 15 00 00 AB. Detta aktiebolag är helägt av Taxi Trafikförening upa.